# Maliha Zulfacar
Maliha Zulfacar (1961) es una profesora universitaria afgana y fue la embajadora de Afganistán en Alemania de 2006 a 2010.

## Primeros años
Zulfacar nació en 1961 en Kabul, la capital de Afganistán. Su padre era diplomático. Después de completar su educación escolar,  se mudó a Alemania y asistió a la  Universidad de Técnica de Braunschweig. Hizo su licenciatura, maestría y doctorado en sociología en el Western College for Women, Universidad de Cincinnati y Universidad Paderborn respectivamente.

## Carrera
Zulfacar enseñó sociología en la Universidad de Kabul hasta 1979. Dejó el país después de la invasión soviética y se estableció en Alemania por un pequeño periodo antes de trasladarse a los Estados Unidos. En los EE. UU., se unió a la facultad de la Universidad Estatal Politécnica de California. También trabajó como directora del Instituto Americano de Estudios de Afganistán y su libro, Afghan Immigrants in the USA and Germany, se publicó en 1998. Después de regresar a Afganistán en 2001, Zulfacar participó en la loya jirga de 2002 para elegir la administración de transición. En noviembre de 2006 fue nombrada embajadora de Afganistán en Kabul, cargo que ocupó hasta 2010. También ha producido y dirigido dos documentales sobre la vida en Afganistán.